# أندرو رونالد ميتشيل
أندرو رونالد ميتشيل (بالإنجليزية: Andrew Ronald Mitchell)‏ (22 يونيو 1921 بدندي في المملكة المتحدة - 22 نوفمبر 2007 بدندي في المملكة المتحدة) هو رياضياتي ولاعب كرة قدم بريطاني في مركز نصف الجناح. لعب مع نادي بريتشين سيتي.